# 紹塞 (烏拉圭)
紹塞是烏拉圭的城市，由卡內洛內斯省負責管轄，位於該國南部，距離首都蒙特維多35公里，始建於1851年10月12日，海拔高度45米，2004年人口5,797。

## 外部連結
- INE map of Sauce （页面存档备份，存于）